# Ilha Miyake
A ilha Miyake Miyake-jima (三宅島) é uma ilha do grupo Izu, localizado no sudoeste de Honshu, Japão. É administrada pelo governo metropolitano de Tóquio. Com área de 55.50 km², dista-se 180 km da capital japonesa. Integra o Parque Nacional Fuji-Hakone-Izu.